# Зелений Гай (Лозуватська сільська громада)
Зелений Гай — село в Україні, Криворізькому районі Дніпропетровської області.

## Географія
Село Зелений Гай знаходиться за 3 км від Карачунівського водосховища, примикає до селища Мусіївка, за 0,5 км розташоване селище Червона Поляна. По селу протікає пересихаючий струмок з загатою. Поруч проходять автомобільна дорога Н11 і залізниця, станція Мусіївка.

## Історія
З 24 серпня 1991 року село входить до складу незалежної України.

## Населення
Населення — 476 мешканців.

### Мова
Розподіл населення за рідною мовою за даними перепису 2001 року:
| Мова       | Кількість | Відсоток |
| ---------- | --------- | -------- |
| українська | 418       | 87.82%   |
| російська  | 38        | 7.98%    |
| білоруська | 15        | 3.15%    |
| румунська  | 5         | 1.05%    |
| Усього     | 476       | 100%     |